# Sibley (Luisiana)
Sibley es un pueblo situado en la parroquia de Webster, Luisiana, Estados Unidos. Tiene una población estimada, a mediados de 2022, de 1090 habitantes.

## Geografía
La localidad está ubicada en las coordenadas 32°32′33″N 93°17′38″O / 32.54250, -93.29389 (32.542462, -93.293939). Según la Oficina del Censo, tiene una superficie total de 10.35 km², de los cuales 10.06 km² corresponden a tierra firme y 0.35 km² están cubiertos de agua.

## Demografía

### Censo de 2020
Según el censo de 2020, en ese momento había 1127 personas residiendo en la localidad. La densidad de población era de 112.03 hab./km².
| Raza                   | Núm. | Porc.  |
| ---------------------- | ---- | ------ |
| Blancos                | 823  | 73.0%  |
| Afroamericanos         | 237  | 21.0%  |
| Amerindios             | 10   | 0.9%   |
| Asiáticos              | 3    | 0.3%   |
| De otras razas         | 15   | 1.3%   |
| De una mezcla de razas | 39   | 3.5%   |
| Total                  | 1127 | 100.0% |

Del total de la población, el 3.64% eran hispanos o latinos de cualquier raza.